# Devşirme

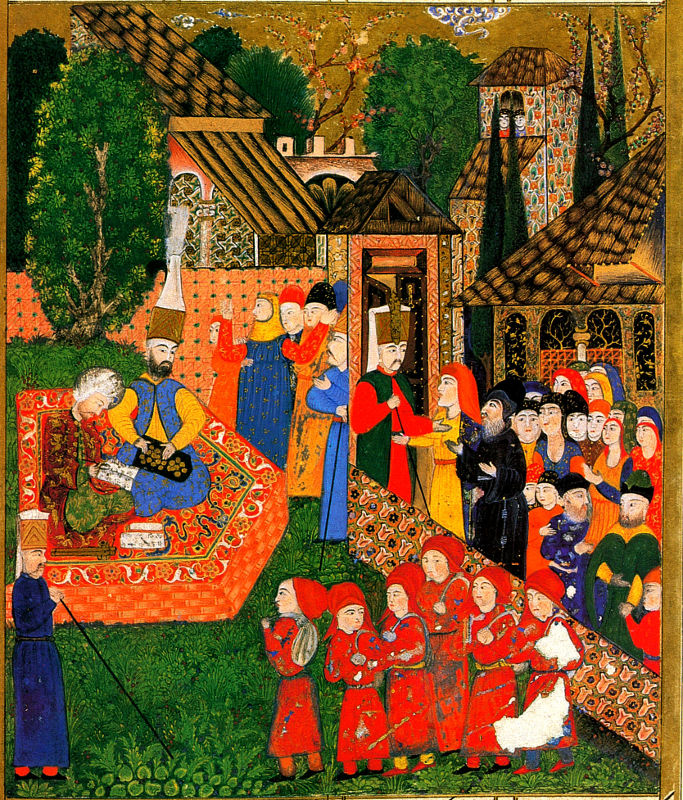
Devşirme a Bulgària. Gravat exposat al Palau de Topkapı, 1558.

El devşirme (del turc otomà دوشیرمه, pronunciat devxirme, literalment «collita» o «recol·lecta» i també anomenat «impost sobre la sang») era la pràctica per la qual l'Imperi Otomà reclutava infants de famílies cristianes cada quatre o cinc anys. Consistia a sostraure forçosament nens d'edats de 8 a 20 anys de les províncies rurals dels Balcans o d'Anatòlia. Un cop segrestats, eren transportats a Constantinoble, convertits a l'islam, educats com turcs musulmans i formats per a exercir funcions civils o militars de l'imperi, en particular geníssers. Aquesta pràctica fou motivada pel desig de crear una classe de soldats d'elit lleials solament al soldà, per a contrarestar la noblesa turca otomana.
Es documenta per primera vegada en registres escrits el 1438, però probablement ja existia abans. Aquest sistema aportà molts grans visirs entre els segles XV i XVII, la segona posició més poderosa de l'Imperi Otomà. Inicialment els grans visirs eren d'origen turc aristocràtic, però amb els conflictes entre el soldà Mehmet II i Çandarli Halil Paixà, que fou el primer gran visir a ser executat, hi hagué un augment d'administradors d'extracció esclava. El devşirme també produí molts governadors provincials de l'Imperi, comandats militars i divans.
El devşirme sovint era criticat pels locals, tot i que algunes famílies cristianes, sobretot bosníacs i albanesos, hi enviaven voluntàriament els fills, car el servei oferia bons prospectes de carrera. Els reclutes de vegades utilitzaven les seves opcions per a ajudar a les famílies.
Alguns acadèmics consideren que el devşirme violava la llei islàmica, puix l'esclavització de nois cristians viola la protecció als dhimmís garantida en l'islam, però d'altres argumenten que no serien esclaus una vegada es convertien a l'islam.
Es creu que d'entre les raons del declivi d'aquesta pràctica hi ha que la mida del cos de geníssers s'havia d'ampliar per tal de compensar el declivi de les forces de cavalleria espahís, la qual cosa era conseqüència de canvis en la guerra moderna (tal com la introducció d'armes de foc i la importància reduïda de la infanteria). Com a resultat d'aquests fenòmens, el sistema del devşirme s'anà abandonant a favor de mètodes de reclutament menys rígids que permetien entrar als musulmans directament al cos de geníssers. El 1594 es permeté oficialment als musulmans de prendre les posicions ocupades pel devşirme.
El 1632, els geníssers dugueren a terme un cop d'estat sense èxit contra Murat IV, qui aleshores els imposà un jurament de lleialtat. El sistema s'abolí finalment a inicis del regnat d'Ahmet III (1703-1730).